# Gerhard Schrader
Gerhard Schrader (25 de febrer de 1903 - 1990) va ser un químic alemany al servei en un principi del nazisme que treballava a una fàbrica d'IG Farben.
Es va especialitzar en el descobriment de nous insecticides com els basats en agents nerviosos com el sarín i el tabun. També va descobrir l'insecticida parathion (E 605).